# حوزه انتخابیه دوم کارولینای جنوبی
حوزه انتخابیه دوم کارولینای جنوبی یک حوزه انتخابیه مجلس نمایندگان آمریکا است که در ایالت کارولینای جنوبی قرار دارد.